# 크롬 엔터테인먼트의 음반
이 문서는 크롬 엔터테인먼트에서 발매한 음반의 목록이다.

## 2010년대
- 2012년 7월 18일 크레용팝 - CRAYON POP 1ST MINI ALBUM
- 2012년 10월 24일 크레용팝 - Dancing Queen
- 2013년 3월 23일 크레용팝 - [Digital Single] 1,2,3,4
- 2013년 6월 20일 크레용팝 - [Digital Single] 빠빠빠
- 2013년 9월 26일 크레용팝 - The Streets Go Disco
- 2013년 11월 26일 크레용팝 - [Digital Single] 꾸리스마스
- 2014년 1월 7일 케이머치 - Beyond The Ocean
- 2014년 2월 5일 크레용팝 - [Digital Single] Hero[1]
- 2014년 2월 14일 가물치 - [Digital Single] 나 어떡해 Part.2
- 2014년 4월 1일 크레용팝 - [Digital Single] 어이 (Uh-ee)
- 2014년 6월 10일 단발머리 - The 1st Single Album
- 2014년 6월 16일 짠짠 - 1st Single Album
- 2014년 6월 20일 크레용팝 - 트로트의 연인 OST Part.1[2]
- 2014년 7월 31일 단발머리 - [Digital Single] Summer Repackage
- 2014년 9월 26일 크레용팝 - 하이스쿨 : 러브온 OST Vol.5
- 2014년 10월 15일 딸기우유 - Strawberry Milk 1ST MINI ALBUM[3]
- 2014년 11월 19일 크레용팝 - Pop!Pop!Pop!
- 2014년 12월 3일 크롬 패밀리 - [Digital Single] Love Christmas
- 2015년 1월 6일 금미 - 6인실 OST[4]
- 2015년 1월 12일 소율 - [Digital Single] Y-Shirt
- 2015년 2월 17일 케이머치 - [Digital Single] 12월 24일
- 2015년 3월 8일 케이머치 - [Digital Single] 어항 속 물고기[5]
- 2015년 3월 25일 크레용팝 - FM
- 2015년 4월 7일 허민영 - The 1st Single Album
- 2015년 5월 4일 크레용팝 - [Digital Single] The Artist Diary Project Part.11
- 2015년 6월 25일 짠짠 - 2nd Single Album
- 2015년 11월 5일 짠짠 - [Digital Single] 강남역사거리
- 2015년 11월 26일 케이머치 - [Digital Single] Tie My Hands
- 2016년 1월 13일 딸기우유 - [Digital Single] Vul Vol.1 니가 미워
- 2016년 7월 2일 딸기우유 - 마녀보감 OST Part.4
- 2016년 9월 9일 크레용팝 - [Digital Single] 부릉부릉[6]
- 2016년 9월 26일 크레용팝 - Evolution Pop Vol.1
- 2017년 5월 25일 Be.A - [Digital Single] Magical Realism
- 2017년 10월 29일 Be.A - [Digital Single] 믹스나인 Part.1
- 2017년 11월 19일 Be.A - [Digital Single] 믹스나인 Part.3
- 2019년 6월 17일 청공소년 - [Digital Single] 靑空
- 2019년 10월 27일 청공소년 - [Digital Single] Blue
- 2019년 11월 4일 빈센트 - [Digital Single] Burn It All

## 2020년대
- 2021년 8월 12일 청공소년 - [Digitai Single] CONTRAST
- 2022년 1월 7일 청공소년 - [Digital Single] Rewind
- 2022년 9월 15일 빈센트 - [Digital Single] We Are Young
- 2023년 8월 14일 청공소년 - 무법자
- 2024년 5월 22일 저스트비 - [Digital Single] Daddy's Girl
- 2024년 9월 20일 클라우디안 - [Digital Single] You'll See
- 2024년 12월 3일 클라우디안 - [Digital Single] Reckless One
- 2025년 1월 5일 저스트비 - [Digital Single] Still I Luv You
- 2025년 2월 12일 저스트비 - [Digital Single] "
- 2025년 3월 28일 저스트비 - JUST ODD